# Gerd Boström
Gerd Sofia Ulrika Boström, född 13 juni 1887 i Sölvesborg, död 25 februari 1967 i Hedvig Eleonora församling, Stockholm, var en svensk musikpedagog.
Boström genomgick åttaklassigt läroverk i Kristianstad, studerade musik i Sverige för bland andra Axel Runnquist, därefter hos Gunna Breuning i Berlin och slutligen violinspel under Henri Marteau vid Berlins musikhögskola 1913–1914. Hon var under nio år violinpedagog vid Richard Anderssons musikskola i Stockholm och hade därefter egen violinskola med orkesterövningar. Gerd Boström var syster till ögonläkaren Carl-Gustaf Boström. Hon är gravsatt vid Norra krematoriet på Norra begravningsplatsen utanför Stockholm.